# إيريكا مكديرموت
إيريكا مكديرموت (بالإنجليزية: Erica McDermott)‏ هي ممثلة أمريكية، ولدت في 26 أبريل 1973 في الولايات المتحدة.

## أعمال

### أفلام
- (2013) احتيال أمريكي[5][6]
- (2015) القداس الأسود[7][8]
- (2015) جوي[9]
- (2016) مانشستر باي ذا سي[10]
- (2016) يوم الوطنيين[11]

## وصلات خارجية
- إيريكا مكديرموت على موقع IMDb (الإنجليزية)
- إيريكا مكديرموت على موقع ألو سيني (الفرنسية)
- إيريكا مكديرموت على موقع أول موفي (الإنجليزية)
- إيريكا مكديرموت على موقع قاعدة بيانات الأفلام السويدية (السويدية)
- إيريكا مكديرموت على موقع قاعدة بيانات الفيلم (الإنجليزية)
- إيريكا مكديرموت على موقع كينوبويسك (الروسية)